# Odynerus shestakovae
Odynerus shestakovae är en stekelart som först beskrevs av Kostylev 1935.  Odynerus shestakovae ingår i släktet lergetingar, och familjen Eumenidae. Inga underarter finns listade i Catalogue of Life.